# 二條齊通
二條齊通（1781年5月31日—1798年7月4日），是江戶時代後期的公卿；也是藤原北家攝關家的二條家當主。

## 生涯
二條齊通在天明元年（1781年）出生，是父母二條治孝及德川翰子（德川宗翰次女）的第三子；同時接受幕府將軍德川家齊的偏諱「齊」字。
天明七年（1787年）敘從五位下，歷任侍從、右近衛少將與右近衛中將，寬政三年（1791年）敘從三位，位列公卿。
寬政九年（1797年）任內大臣，次年（1798年）死於內大臣任內，享年17歲。因無子，故以弟弟二條齊信作養子繼承二條家。